# Даљински управљач
Даљински управљач је електронски уређај, углавном за телевизор, DVD плејер и друге кућне системе који се користи за бежично управљање на кратким дистанцама. Даљински управљач постепено је напрадовао и последњих година подразумева и блутут, моушн сензор и гласовну контролу.
Најзначајнија технологија која се користи код кућних даљинских управљача је инфрацрвено светло. Сигнал између даљинског управљача и уређаја којим се управља јесу пулсеви инфрацрвеног светла, које је невидљиво за људско око.

## Историја
Најранији пример даљинског управљача радио таласима је развио Никола Тесла 1898, а патентиран је у САД под именом Метода апарата за контролу механизма покретања једног или више возила енгл. Method of an Apparatus for Controlling Mechanism of Moving Vehicle or Vehicles. Јавна демонстрација радио контролисаног брода извршена је 1898. на Медисон сквер гардену, а Тесла је брод назвао телеаутономан.
Леонардо Торес Куеведо је 1903. године представио Телекино на париској академији науке уз експерименталну демострацију. У исто време одобрен му је патент у Француској, Шпанији, Великој Британији и САД. Телекино се састоји од робота који је извршавао команде пренете електромагнетним таласима. Са Телекином Торес је утврдио основне принципе модерних вежичних операција. и био је пионир у области даљинског управљања. Године 1906, у присуству краља, Торес је успешно демонстрирао у Билбау, брод вођен са копна. Касније је покушавао да Телекино примени на пројектиле и торпеда, али је пројекат обуставио због недостатка средстава.
Први даљински управљани авион полетео је 1932, а на овој технологији се интензивно радило током Другог светског рата, а један од резултата је био немачка ракета Васерфал.
До краја тридесетих година двадесетог века, неколико произвођача радиа понудило је даљинске управљаче као додатке својим моделима. Углавном се радило о даљинским управљачима на жицу, а Филко Мистери Контрол (1939) је направила први радио на ниско фрекфентни радио преносник којег је напајала батерија, чиме је то постао први бежични даљински управљач код електричних уређаја намењених широкој потрошњи.

### Телевизијски даљински управљач
Први даљински управљач за контролу телевизора развола је Зенит радио корпорација 1950. године. Даљински управљач је са телевизором био повезан жицом. Бежични даљински управљач је развијен 1955. Радио је на принципу исијавања светлосног снопа фотоелектричне ћелије, али је рад био доста отежан јер је свака јача светлост са другог извора могла да покрене команде на телевизору.
Роберт Адлер је 1956. развио Зенитов спејс команд - бежични даљински управљач. Био је то механички уређај и користио је ултразвук за промену канала и тона. 